# Hatip Dicle

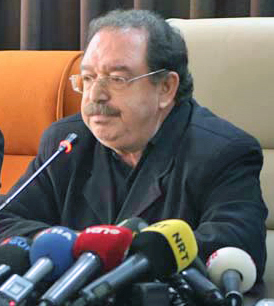
Hatip Dicle (2015)

Mehmet Hatip Dicle (* 1954 in Diyarbakır) ist ein kurdischer Politiker in der Türkei.

## Leben
1979 schloss er sein Ingenieurstudium an der İstanbul Teknik Üniversitesi ab. Schon in den 70er Jahren engagierte er sich in politischen Vereinen. Später wurde er Mitglied der Halkın Emek Partisi (HEP, Arbeitspartei des Volkes).
Für die Parlamentswahlen 1991 ging die HEP mit der Sosyaldemokrat Halkçı Parti von Erdal İnönü ein Wahlbündnis ein. So konnten unter anderem Hatip Dicle, Leyla Zana, Orhan Doğan, Ahmet Türk, Sırrı Sakık, Mahmut Alınak und Selim Sadak ins türkische Parlament einziehen. Als bei der Vereidigung der Abgeordneten am 6. November 1991 Dicle an das Rednerpult trat, sagte er, dass er den Eid nur wegen des Zwangs durch die Verfassung leiste. Es kam zu lauten Protesten in der Versammlung. Als Leyla Zana ihrem Eid einen kurdischen Satz hinzufügte, kam es zu Tumulten. Später mussten beide ihren ersten Amtseid widerrufen und den Eid erneut und im vorgesehenen Wortlaut ablegen. 1993 wurde die HEP verboten. Wegen des drohenden Verbotes wurde schon vorher mit der DEP (Demokrasi Parti, Partei der Demokratie) eine Nachfolgepartei gegründet. Am 12. Dezember 1993 wurde Dicle zum Parteivorsitzenden der DEP gewählt.
Am 2. März 1994 hob das Parlament die politische Immunität Dicles und weiterer kurdischen Abgeordneten auf. Daraufhin wurden sie verhaftet. Am 8. Dezember 1994 verhängte ein Gericht gegen die vier ehemaligen Abgeordneten Hatip Dicle, Leyla Zana, Orhan Doğan und Selim Sadak wegen Mitgliedschaft in einer terroristischen Organisation – gemeint ist die PKK – und Landesverrat eine Haftstrafe von 15 Jahren. Die DEP wurde daraufhin am 16. April 1994 verboten.
Am 9. Juni 2004 kamen die vier Verurteilten nach einer Neuverhandlung und Druck seitens der Europäischen Union frei. Dicle hatte jedoch weiterhin ein politisches Betätigungsverbot. Er half bei der Gründung der Demokratik Toplum Partisi und unterstützte bei Wahlveranstaltungen zu der Parlamentswahl 2007 die unabhängigen Kandidaten. Als ein Parteivebotsverfahren gegen die DTP eingeleitet wurde, gründete Hatip mit anderen Mitgliedern der DTP am 2. Mai 2008 die Barış ve Demokrasi Partisi.
Bei einer Verhaftungswelle gegen mutmaßliche Mitglieder der Koma Civakên Kurdistan, wurde Dicle als Mitglied der BDP im Dezember 2009 festgenommen und anschließend inhaftiert. Für die Parlamentswahlen im Juni 2011 kandidierte Dicle aus dem Gefängnis heraus als unabhängiger Kandidat für die Provinz Diyarbakır und wurde von der BDP unterstützt. Er gewann die Wahlen mit etwa 88.000 Stimmen. Der Hohe Wahlausschuss entzog ihm wenige Tage nach der Wahl sein Mandat aufgrund der 18-monatigen Haftstrafe wegen eines sogenannten „Propagandadeliktes“ von April 2010. Der Wahlausschuss berief sich dabei auf Artikel 76 der türkischen Verfassung. Die Kandidatin Oya Eronat der Regierungspartei AKP aus der Provinz Diyarbakır rückte für Dicle nach. Dadurch erhöhte sich die Zahl der Sitze der AKP im türkischen Parlament um einen Sitz.
Nach seiner Haftentlassung im Juni 2014 wurde Dicle zusammen mit Selma Irmak im September zu Vorsitzenden des politischen Dachverbandes der Demokratik Toplum Kongresi gewählt.
Hatip wurde am 28. März 2017 durch die 2. Große Kammer für schwere Straftaten in Diyarbakır zu 9 Jahren Haft wegen Mitgliedschaft in der verbotenen Koma Civakên Kurdistan verurteilt.